# Bradypodion taeniabronchum
Bradypodion taeniabronchum este o specie de cameleoni din genul Bradypodion, familia Chamaeleonidae, descrisă de Smith 1831. A fost clasificată de IUCN ca specie în pericol. Conform Catalogue of Life specia Bradypodion taeniabronchum nu are subspecii cunoscute.